# Onthophagus hecate
Onthophagus hecate é uma espécie de escaravelho de esterco do género Onthophagus, família Scarabaeidae, ordem Coleoptera. Foi descritaen 1794 por Panzer.
Mede 6 a 9 mm. É negro com brilho bronzeadOs machos maiores têm um longo corno no pronotAlimenta-se de esterco, fruta podre e caroçoEncontra-se ao este dos Estados Unidos, até às montanhas Rochosas.

## Subespécies
- Onthophagus hecate blatchleyi Brown, 1929
- Onthophagus hecate hecate (Panzer, 1794)